# Giv oss fred
Giv oss fred, skådespel skrivet av Rune Lindström som utspelar sig i Arboga i början på 1500-talet.
Rune Lindström skrev Giv oss fred 1961, inspirerad av Arbogas klosterhistoria, på uppdrag av Lions club Arboga.
Uruppförandet av Giv oss fred skedde i Arboga den 11 augusti 1962. Rune Lindström fanns på plats, han spelade själv Engelbrekt Gertsson.
Sedan dröjde det till 1987 innan spelet framfördes igen, då av Bygdespelets vänner. Mats Deubler spelade Florentin och Anna Karin Bergström spelade Lindelin. Engelbrekt Gertsson spelades av Stig Eriksson.
Sedan dess har spelet spelats med ojämna mellanrum av olika ensembler och regisserats av olika personer såsom Tommy Bergqvist, Mona Ramzell, Daniel Nyrén, Patric Lindgren och Helen Pilerud.
Spelet har satts upp i Arboga igen i början av augusti 2012 och kommer spelas var tredje år. 

## Handling
Spelet kretsar kring hittebarnet Lasse Sommar och Marlena Rödkåpas son Floretin Målare och om tiden då Gustav Vasa blev kung och drev ut munkarna ur franciskanerklostret i Arboga. 